# Дубицкий, Олег Викторович
Олег Викторович Дубицкий (бел. Алег Віктаравіч Дубіцкі; род. 19 октября 1990) — белорусский легкоатлет, специалист по метанию молота. Выступал на профессиональном уровне в 2007—2021 годах, обладатель бронзовой медали чемпионата мира среди юниоров, бронзовый призёр чемпионата Европы среди молодёжи, чемпион Белоруссии, победитель ряда крупных турниров национального и международного значения. Мастер спорта Республики Беларусь.

## Биография
Олег Дубицкий родился 19 октября 1990 года. Занимался лёгкой атлетикой в городе Ошмяны Гродненской области. Проходил подготовку в Ошмянской детско-юношеской спортивной школе им. А. Барбашинского и в Гродненском областном комплексном центре олимпийского резерва.
Впервые заявил о себе в лёгкой атлетике на международном уровне в сезоне 2007 года, когда вошёл в состав белорусской сборной и выступил на юношеском мировом первенстве в Остраве, где в зачёте метания молота стал восьмым.
В 2008 году в той же дисциплине завоевал бронзовую награду на юниорском мировом первенстве в Быдгоще.
В 2009 году выиграл зимнее юниорское первенство Белоруссии в Стайках и юниорский турнир на призы Ромуальда Клима в Минске. На юниорском европейском первенстве в Нови-Саде был пятым.
В 2011 году с результатом 72,52 взял бронзу на молодёжном европейском первенстве в Остраве, уступив в финале только поляку Павлу Файдеку и испанцу Хавьеру Сьенфуэгосу.
На чемпионате Белоруссии 2013 года в Гродно стал бронзовым призёром в метании молота.
В 2014 году взял бронзу на Мемориале Шухевича в Бресте, получил серебро на Кубке Белоруссии в Бресте.
В 2015 году на Кубке Белоруссии в Бресте превзошёл всех соперников и установил свой личный рекорд в метании молота — 76,67 метра. Среди прочего — показал пятый результат на командном чемпионате Европы в Чебоксарах.
В 2018 году с результатом 74,74 одержал победу на чемпионате Белоруссии в Минске.
В 2019 году взял бронзу на зимнем Кубке Белоруссии в Минске, на Мемориале Шухевича в Бресте и на летнем Кубке Белоруссии в Бресте, стал серебряным призёром на чемпионате Белоруссии в Минске, отметился победой на международном турнире в Таллине.
В 2020 году выиграл бронзовую медаль на Кубке Белоруссии в Бресте, занял седьмое место на чемпионате Белоруссии в Минске.
На чемпионате Белоруссии 2021 года в Минске показал в метании молота 12-й результат. По окончании сезона завершил спортивную карьеру.
Жена Алёна Дубицкая (Гришко) — известная белорусская толкательница ядра, бронзовая призёрка чемпионата Европы, участница двух Олимпийских игр.